# Rudeni (Șuici), Argeș
Rudeni este un sat în comuna Șuici din județul Argeș, Muntenia, România.